# Фолк рок
Фолк рокът е стил в рок музиката, съчетаващ фолклорната музика с основните елементи на рока. Като основна характеристика на този стил могат да се посочат чистите вокални хармонии и мелодичните китарни партии, изпълнени на електрическа или акустична китара без допълнителни ефекти. Фолк рокът води началото си от първата половина на 60-те години на XX век, като за негови пионери се считат американския изпълнител Боб Дилън редом до неговите сънародници от групата Дъ Бърд. В Европа първите наченки на фолк рок звучене се забелязват в творчеството на лондонската група Феърпорт Кънвеншън, сформирана през 1967 година.

## Представители на фолк рока
- Боб Дилън
- Блекморс Найт
- Донован
- Джони Мичъл
- Леонард Коен
- Нийл Йънг
- Бенд (The Band)
- Бърдс (The Byrds)
- Бъфало Спрингфийлд (Buffalo Springfield)
- Феърпорт Кънвеншън (Fairport Convention)
- Хорслипс (Horslips)
- Мамас енд Папас (The Mamas & the Papas)
- Саймън енд Гарфънкъл (Simon & Garfunkel)
- Строубс (The Strawbs)
- Балканджи
- Епизод
- Карпатия (Kárpátia)
- Villagers of Ioannina City